# Niviventer excelsior
Niviventer excelsior is een knaagdier uit het geslacht Niviventer dat voorkomt in de bergen van Midden-China (West-Sichuan en Noordwest- en Midden-Yunnan). Deze soort is nauw verwant aan N. andersoni, die in hetzelfde gebied voorkomt. Deze twee soorten vormen samen een primitieve groep binnen Niviventer, die mogelijk een apart geslacht is. Dit dier is in de eerste jaren van de 20e eeuw voor het eerst gevangen door Malcolm Anderson. Later is het als ondersoort van andere Niviventer-soorten gezien.
N. excelsior is een stuk kleiner dan N. andersoni. Verder lijken deze twee soorten sterk op elkaar. N. excelsior heeft een lange, dichte, zachte vacht. De rug is geelbruin, de onderkant wit, met soms een geelbruine vlek op de borst. De staart is hariger dan die van N. andersoni en de borstel aan het eind is langer. De kop-romplengte bedraagt 127 tot 175 mm, de staartlengte 190 tot 213 mm, de achtervoetlengte 31 tot 33 mm, de oorlengte 22 tot 27 mm, de lengte van de witte staartpunt 27 tot 79 mm, de lengte van de borstel aan de staart 6 tot 9 mm en de grootste schedellengte 38.1 tot 41.3 mm. Op de staart zitten 12 tot 14 schubben per cm.